# Blitz Kids
I Blitz Kids sono stati un gruppo musicale inglese formatosi nel 2006 a Crewe and Nantwich, nel Cheshire, e scioltosi nel 2015.
Dalla sua formazione sino al 2009 il gruppo si chiamava Rig Up Explosive.

## Formazione

### Ultima
- Joe James – voce (2006-2015)
- Jono Yates – chitarra (2006-2015)
- Nic Montgomery – basso, cori (2006-2015)
- Matt Freer – batteria (2012-2015)

### Ex componenti
- Eddie Hawx – batteria (2006-2012)
- Billy Evanson – chitarra (2006-2012)

## Discografia

### Album in studio
- 2011 – Vagrants & Vagabonds
- 2014 – The Good Youth

### EP
- 2010 – Scavengers
- 2011 – Decisions
- 2012 – Never Die